# Lycomorpha splendens
Lycomorpha splendens är en fjärilsart som beskrevs av Barnes och Mcdunnough 1912. Lycomorpha splendens ingår i släktet Lycomorpha och familjen björnspinnare. Inga underarter finns listade i Catalogue of Life.